# 榎下城
榎下城（えのしたじょう）または久保城（くぼじょう）は、神奈川県横浜市緑区三保町にあった日本の城。上杉氏の城。現在は久保山舊城寺（旧城寺）の境内となっている。

## 概要
榎下城は恩田川氾濫原に面した舌状台地の先端に占地し、近辺の眺望に優れるとされる。北方低湿地との比高差は約7メートル。
宅間上杉家（上杉憲房系）の上杉憲清により永享年間（1429年-1441年）に築かれたと伝わり、永享10年（1438年）に勃発した永享の乱の際には、憲清の子憲直が足利持氏方として拠った。幕府方に攻められた憲直は榎下城から退いたが、上杉憲実方に追われ、称名寺において子の憲家と共に自害した。
戦国時代後期の後北条氏支配下の時期には、後北条被官「山田右京之進」の居城であったとする伝承があり、城西隣の畑には右京之進のものとされる五輪塔があった。
城域に佐藤小左衛門氏が隠居所を建て、更に慶長8年頃（1603年）舊城寺（旧城寺）を開基した。このため城域は境内地となり開発等の改変を受けず、前後2面の曲輪や土塁などの遺構が比較的良く保存されていることが特筆すべき点とされる。
城跡として史跡には指定されていないが、土塁上の寺林は県の天然記念物に指定されている。
また、1935年（昭和10年）に横浜貿易新報社（現・神奈川新聞）が行った県内45箇所の名勝史蹟選定事業に選定されたことを記念した「山田右京之進城址碑」があり、この碑は緑区独自の文化遺産登録制度「緑区遺産」No.15に登録されている。
なお、城名は横浜市営バス停の名称（「榎下城址裏」）として現在も残っている。

## 歴史・沿革
- 永享年間（1429年-1441年）、上杉憲清により築かれる。
- 永享10年（1438年）、永享の乱の際には、持氏方の上杉憲直が拠った。
- 後北条氏時代には、小机城の出城として利用された。
- 慶長8年頃（1603年）、佐藤氏が城域に舊城寺（旧城寺）を開基した。
- 1965年（昭和40年）とその翌年、日本城郭協会学生研究会[注 2]によって発掘調査が行われた[12][注 3]。この後も数回発掘調査が行われている[3]。